# Berwald (Familie)
Die neumärkisch-schwedische Familie Berwald brachte im 18. und 19. Jahrhundert in drei Generationen eine Anzahl bedeutender Musiker und Komponisten hervor.
- Auf Johann Daniel Berwald († 1691), der Stadtmusiker in Königsberg in der Neumark war und seinen Sohn Johann Gottfried Berwald (* 1679), der als Stadtpfeifer ebenfalls in Königsberg in der Neumark wirkte, folgte der Flötist
  - Johann Friedrich Berwald (* 22. März 1711 in Königsberg in der Neumark, † 11. Juni 1789 in Ludwigslust). Sechs seiner Kinder waren ebenfalls Musiker von Rang.
    - Johann Gottfried Berwald (* 6. September 1737 in Kopenhagen, † 1786 in Dömitz) war Violinist der Hofkapelle in Ludwigslust.
    - Christian Friedrich Georg Berwald (* vor dem 16. August 1740 in Hohenaspe, † 23. Februar 1825 in Stockholm) war Violinist der Hofkapelle in Stockholm.
      - Franz Adolf Berwald (* 23. Juli 1796 in Stockholm, † 3. April 1868 ebenda), der bedeutendste Vertreter der Familie, war Violinist, Komponist und Kompositionslehrer.
        - Hjalmar Berwald (6. November 1848 in Oed-Oehling, † 8. Mai 1930 in Stockholm) war ein Pianist, Komponist, Mathematiker und Ingenieur.
          - Astrid Maria Beatrice Berwald (* 8. September 1886 in Stockholm, † 16. Januar 1982 ebd.) war eine Pianistin und Musikpädagogin.

      - Christian August Berwald (* 24. August 1798 in Stockholm, † 13. November 1869 ebd.) war Konzertmeister der Königlichen Hofkapelle Stockholm. ⚭ Hedvig Sofia Berwald (25. August 1816, † 7. Juli 1897), schwedische Pianistin

    - Christine Sophie Louyse Berwald (* vor dem 24. Juli 1746 in Hohenaspe, † nach 1840 in Husum) war Sopranistin an der Hofkapelle von Ludwigslust.
    - Friedrich Adolf Berwald (* 1748 in Schleswig, † nach 1778 ebenda) war Stadtmusiker in Schleswig.
    - Georg Johann Abraham Berwald (* 29. Juni 1758 in Schleswig, † 27. Januar 1825 in Sankt Petersburg) war 1872 bis 1803 Fagottist der Hofkapelle in Stockholm, danach Mitglied der Kaiserlichen Kapelle von St. Petersburg.
      - Johan Fredrik Berwald (* 4. Dezember 1787 in Stockholm, † 26. August 1861) war Violinvirtuose und Komponist. ⚭ Mathilda Charlotta Berwald (9. März 1798, † 3. Mai 1877), schwedische Sängerin
        - Fredrika Berwald (1818–1898), schwedische Sängerin
        - Julia Mathilda (Julie) Berwald (* 14. Oktober 1822, † 1. Januar 1877) war eine Opernsängerin.
        - Hedda Berwald (1824–1880), schwedische Sängerin

    - Friedrich Carl Wilhelm Berwald (* 28. Februar 1776 in Ludwigslust, † 23. September 1798 ebenda), ein Schüler Johannes Matthias Spergers, wirkte als Oboist und Fagottist.